# Heinrich Benno Möschler

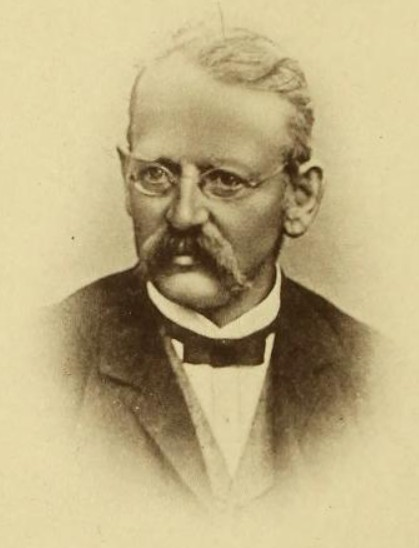
Heinrich Benno Möschler (1888)

Heinrich Benno Möschler  (* 28. Oktober 1831 in Herrnhut; † 21. November 1888 in Kronförstchen) war ein deutscher Gutsbesitzer, Insektenhändler, Entomologe und  sächsischer liberaler Landtagsabgeordneter.

## Leben
Heinrich Benno Möschler war der Sohn des Kaufmanns Heinrich Ferdinand Möschler (1800–1885) und dessen Ehefrau Charlotte Christiane Louise (1802–1859), geb. Glatte.
Er besuchte ab 1837 die Schule in Herrnhut, wechselte 1844 auf die Herrnhuter Lehranstalt in Niesky und begann 1846 eine Ausbildung zum Kaufmann in dem Geschäft, in dem schon sein Großvater Johann Christian Möschler (1756–1834) gearbeitet hatte und sein Vater einundsechzig Jahre als Buchhalter tätig war. Er beschäftigte sich leidenschaftlich mit Schmetterlingen, unternahm mit seinem gleichaltrigen  Schul- und Jugendfreund Hugo Theodor Christoph (1831–1894) zahlreiche entomologische Exkursionen im Bereich der Oberlausitz und veröffentlichte bereits 1848 im Alter von 16 Jahren in der Zeitschrift des Entomologischen Vereins zu Stettin eine Schrift über die Schmetterlingsfauna von Labrador. Wenig später musste er Ausbildung und Beruf aus gesundheitlichen Gründen an die frische Luft verlagern, lernte und arbeitete ab 1849 im landwirtschaftlichen Bereich in Klix und Niederrennersdorf und wurde 1853 Inspektor auf dem Gut Sorichen bei Niesky. Nach Verkauf des Gutes 1859 zog er nach Herrnhut und intensivierte den schon einige Jahre zuvor begonnenen Handel mit Schmetterlingen. Im Jahr 1861 kaufte er das Gut Kronförstchen bei Bautzen, auf dem er mit seinem Bruder 1866 eine ertragreiche Ziegelei anlegte. Heinrich Benno Möschler war in diesen Jahren als stellvertretender Abgeordneter/Abgeordneter des Bauernstandes in der Zeit von 1866 bis 1870 Mitglied des Sächsischen Landtags. Als sein Vater 1885 starb, übernahm er dessen im Nebenerwerb ausgeübten Handel mit Vogelbälgen und Eiern, die dieser bis dahin von den Missionaren der Herrnhuter Brüdergemeine vorzugsweise aus Sarepta (Süd-Russland) und Labrador sowie Jamaika und Suriname erhalten hatte. Seine letzte Schrift Die Lepidopteren-Fauna der Insel Portorico wurde nach seinem Tod vom preußischen Offizier und Lepidopterologen Max Saalmüller herausgegeben.
In der Entomologie ist er unter anderem Erstbeschreiber von Scopula frigidaria (Möschler, 1860), einem  Schmetterling (Nachtfalter) aus der Familie der Spanner (Geometridae) und von Jordanita volgensis (Möschler, 1862), einem Schmetterling aus der Familie der Widderchen (Zygaenidae).
Er war spätestens seit 1852 Mitglied im Entomologischen Verein zu Stettin, wurde im März 1865 Mitglied des 1856 von Gustav Kraatz gegründeten Entomologischen Vereins in Berlin und war jeweils  korrespondierendes Mitglied der Naturforschenden Gesellschaft zu Görlitz und der Kaiserlich-Königlichen Zoologisch-Botanischen Gesellschaft in Wien. Er war seit 1880 Mitglied der von Eugen Ferdinand von Homeyer geführten Deutschen Ornithologischen Gesellschaft.

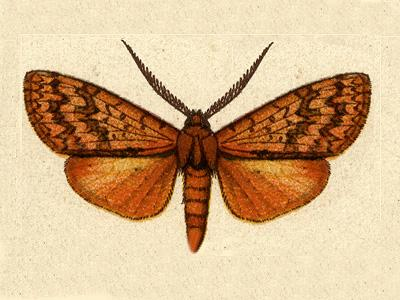
Leucanopsis moeschleri (Rothschild, 1909)

Ihm zu Ehren wurden unter anderem durch Max Saalmüller in der Familie der Echten Spinner (Bombycidae) die Gattung Moeschleria Saalmüller 1890 in Saalmüller & Möschler, 1890 und durch den britischen Bankier und Zoologen Walter Rothschild, 2. Baron Rothschild der Bärenspinner Leucanopsis moeschleri (Rothschild, 1909) benannt.
Heinrich Benno Möschler war seit 1861 mit Anna Emilie (1838–1913), geb. Wilde, einer Tochter des Hartliebsdorfer Brauereipächters Carl Gottlieb Wilde (1794–1860) und dessen Ehefrau Johanna Christiane Friederike (1799–1865), geb. Weber, verheiratet. Das Ehepaar hatte 4 Söhne und 4 Töchter. Der am Landwirtschaftlich-physiologischen Institut sowie später auch am Zoologischen Institut und Museum der Universität Königsberg und an der Vogelwarte Rossitten wirkende Präparator Albert Möschler (1864–1945), dem zu Ehren 1913 durch Johann Dietrich Alfken (1842–1945) Möschlers Wespenbiene Nomada moeschleri benannt wurde, war ein Sohn des Ehepaars.
Von seiner Korrespondenz sind Briefe an Friedrich Boie, Edgar von Harold, Hermann Heinemann, Lucas von Heyden, Ernst August Hellmuth von Kiesenwetter, Gustav Kraatz und Julius Lederer im jeweiligen Nachlass überliefert.
Seine Lepidopteren-Sammlung kam in Teilen (darunter das Material von Suriname und Puerto Rico) über Otto Staudinger an das Naturkundemuseum Berlin; eine Auswahl an Microlepidoptera kam 1870 an das Naturkundemuseum Görlitz.

## Schriften (Auswahl)
- Beiträge zur Schmetterlingsfauna von Labrador. In: Entomologische Zeitung, 9, 6, Stettin 1848, S. 172–174 (biodiversitylibrary.org)
- Ein neuer Spanner Pericallia (Ennomos) Freitagaria. m. In: Entomologische Zeitung, 15, Stettin 1854, S. 143–145 (biodiversitylibrary.org)
- Bemerkungen zu einigen südrussischen Falterarten. In: Entomologische Zeitung, 15, Stettin 1854, S. 218–233 (biodiversitylibrary.org) S. 261–264 (biodiversitylibrary.org)
- Die Schmetterlinge der Ober-Lausitz. In: Neues Lausitzes Magazin, 34, Görlitz 1858, S. 236–337 (books.google)
- Beiträge zur Lepidopteren-Fauna von Labrador. In: Wiener Entomologische Monatschrift, 4, 11, Wien 1860, S. 329–368 (zobodat.at [PDF])
- Beiträge zur Lepidopteren-Fauna von Labrador. In: Wiener Entomologische Monatschrift, 4, 12, Wien 1860, S. 369–381 (zobodat.at [PDF])
- Die Schmetterlinge der Ober-Lausitz. In: Neues Lausitzes Magazin, 38, Görlitz 1861, S. 1–147 (books.google)
- Miscellen. (Zur Psyche helicinella). In: Lotos. Zeitschrift für Naturwissenschaften, 11, Prag 1861, S. 150 (books.google)
- Die zur Fauna von Europa gezählten Arten der Gattung Chionobas. In: Wiener Entomologische Monatschrift, 7, 6, Wien 1863, S. 169–193 (biodiversitylibrary.org), 7, 7, Wien 1863, S. 201–217 (biodiversitylibrary.org)
- Die Familien und Gattungen der europäischen Tagfalter. In: Abhandlungen der Naturforschenden Gesellschaft zu Görlitz, 16, Görlitz 1879, S. 136–213 (archive.org)
- Die Familien und Gattungen der europäischen Schwärmer. In: Abhandlungen der Naturforschenden Gesellschaft zu Görlitz, 17, Görlitz 1881, S. 1–40 (archive.org)
- Beiträge zur Schmetterlings-Fauna des Kaffernlandes. In: Verhandlungen der kk Zoologisch-Botanischen Gesellschaft in Wien, 33, 1884, S. 267–310, Tafel XVI (biodiversitylibrary.org)
- Beiträge zur Schmetterlings-Fauna der Goldküste. In: Abhandlungen der Senckenbergischen Naturforschenden Gesellschaft, 15, 1887, S. 49–100 (biodiversitylibrary.org)
- mit Max Saalmüller: Die Lepidopteren-Fauna der Insel Portorico. In: Abhandlungen der Senkenbergischen Naturforschenden Gesellschaft, 16, 1890, S. 70–360, 1 Tafel  (biodiversitylibrary.org)